# Peste del estaño

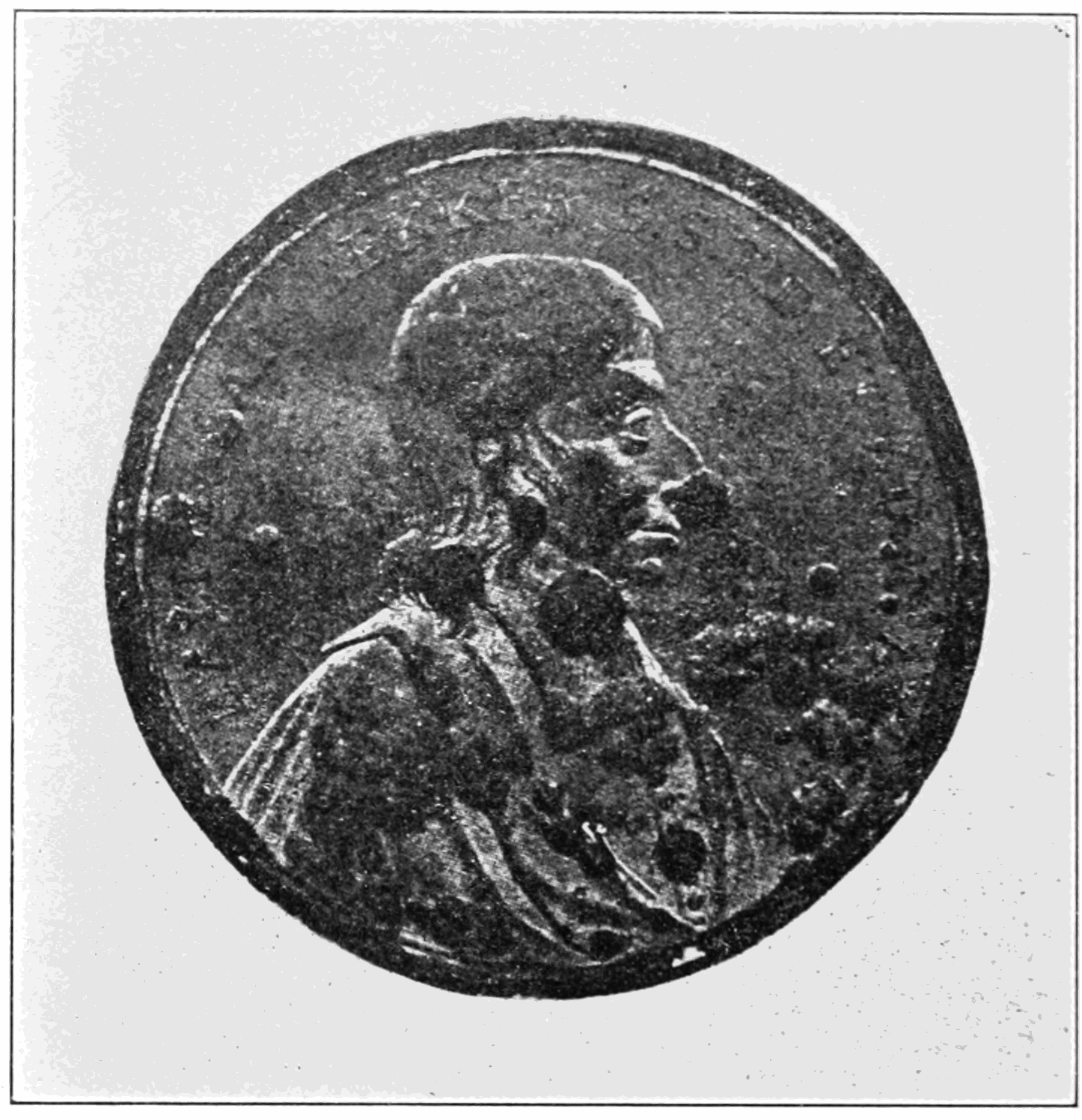
Medalla afectada por al peste del estaño

La llamada peste del estaño es un fenómeno muy particular de este elemento químico, el cual tiene una gran sensibilidad ante bajas temperaturas. Expuesto a la influencia de estas, el estaño “enferma”. En lugar de blanco argénteo adquiere color gris, aumenta de volumen (alrededor de un 26%), comienza a desmenuzarse y con frecuencia se convierte en polvo. La terminología que se emplea para denominar a este fenómeno, conocido desde hace siglos, es la peste del estaño, y también es a veces llamado lepra o enfermedad del estaño. El estaño "enfermo" puede "contagiar" al metal sano, de ahí la denominación de peste.

## Explicación del fenómeno
La peste del estaño se explica sabiendo que el estaño puro tiene dos formas alotrópicas, el estaño α (gris), polvo no metálico, semiconductor, de estructura cúbica y estable a temperaturas inferiores a 13,2 °C; y el estaño β (blanco), el normal, metálico, conductor eléctrico, de estructura tetragonal y estable a temperaturas por encima de 13,2 °C. El estaño α es muy frágil y tiene un peso específico más bajo que la forma blanca, por lo que la transformación alotrópica α→β se verifica con una reducción del volumen importante. La transformación inversa β→α se verifica espontáneamente a temperaturas por debajo de la de transición, provocando el fenómeno descrito. Éste es apreciable por la aparición de manchas grises en el estaño blanco, que son quebradizas al tacto y que se propagan por la pieza a medida que se sucede la transformación, reduciéndola finalmente a polvo. Aunque la peste se pueda comenzar a formar a cualquier temperatura menor de 13,2 °C, la mayoría de los investigadores están de acuerdo en que a esa temperatura la conversión del estaño es muy lenta y que la tasa máxima de formación se alcanza entre -30 °C y -40 °C.

## Retardantes y aceleradores de la peste
Hay una serie de metales que aceleran y otros que retardan o eliminan la formación de la peste del estaño. Así, la transformación se ve acelerada por la presencia de impurezas (aluminio y zinc), pero puede prevenirse mediante la adición de bismuto, antimonio, plomo u otros metales altamente solubles. Por otro lado, la probabilidad de que los elementos menos solubles y que forman intermetálicos con el estaño sean capaces de suprimir la peste, es menor. Ejemplos de tales metales son la plata y, en especial, el cobre.